# Rimario Gordon
Rimario Allando Gordon (sinh ngày 6 tháng 7 năm 1994) là một cầu thủ bóng đá người Jamaica đang thi đấu ở vị trí tiền đạo cho câu lạc bộ Đông Á Thanh Hóa.

## Sự nghiệp

### Trước khi đến V.League
Trong thời gian ở Hoa Kỳ, trước khi chơi cho Đại học Marshall, Rimario đã ghi dấu ấn khi chơi cho một trong những đội bóng đá trung học hàng đầu, Đội bóng đá nam trường trung học Alief Elsik.

### Hoàng Anh Gia Lai
Đầu mùa giải 2018, Rimario Gordon được câu lạc bộ Hoàng Anh Gia Lai đưa về với nhiều kỳ vọng. Tuy nhiên, hành trình tại HAGL của Rimario đã không suôn sẻ như mong đợi. Sau 13 trận đấu của lượt đi V-League 1 2018, anh đã thi đấu đầy nỗ lực nhưng lại tỏ ra kém duyên trước khung thành và không ghi được bàn thắng nào. Mặc dù đã có được 2 bàn thắng cho HAGL ở các trận Cúp Quốc gia, nhưng như thế vẫn là quá ít để anh có thể được giữ lại câu lạc bộ. Rimario rời Hoàng Anh Gia Lai sau tổng cộng 16 lần ra sân và 2 bàn thắng.

### Thanh Hóa
Sau khi rời HAGL, Rimario được câu lạc bộ Thanh Hóa đăng ký ở giai đoạn lượt về V.League 2018. Ở Thanh Hóa, Rimario như cá gặp nước, anh thi đấu xuất thần và mang đến những giá trị nhất định cho đội bóng xứ Thanh. Cựu tiền đạo của đội tuyển U23 Jamaica này đã sớm có cái duyên ghi bàn khi khoác áo Thanh Hóa với 8 pha lập công ở ở V-League 2018 và 2 pha lập công ở Cúp Quốc gia. Đây là hai đấu trường mà Thanh Hóa đều đã giành vị trí Á quân. Rimario chỉ kém Pape Omar Faye đúng 2 bàn ở V.League 2018 sau 1 nửa mùa giải chơi cho Thanh Hóa. Kết thúc mùa giải, anh đoạt huy chương bạc ở 2 đấu trường V-League 2018 và Cúp Quốc Gia 2018 cùng đội bóng.
Cuối năm 2018, nhà tài trợ FLC quyết định chia tay Thanh Hóa, khiến CLB rơi vào cảnh lao đao. Một cuộc "tháo chạy" khỏi đội bóng xứ Thanh đã xảy ra khi hầu hết nhiều trụ cột đều quyết định tìm cho mình một bến đỗ mới. Mặc dù nhận được nhiều lời mời hấp dẫn từ các CLB khác ở V-League nhưng cá nhân Rimario đã bày tỏ tâm nguyện tiếp tục được thi đấu, gắn bó và cống hiến cho đội bóng xứ Thanh. Anh cũng là một trong những cầu thủ đầu tiên đặt bút ký gia hạn hợp đồng.
Không còn nhiều đối tác chất lượng trên hàng công như mùa giải năm ngoái, trải qua 2/3 chặng đường mùa giải 2019, Rimario vẫn chơi đầy nỗ lực và tiếp tục khẳng định bản năng ghi bàn của mình với 8 bàn thắng. Rimario cũng là người có nhiều đóng góp nhất cho Thanh Hóa trong những thời điểm khó khăn nhất của đội ở mùa giải này, nhất là chuỗi trận bất bại, giúp đội bóng xứ Thanh hồi sinh mạnh mẽ sau khi kết thúc giai đoạn lượt đi V-League 2019. Rimario cũng đã 2 lần giành giải cầu thủ xuất sắc nhất trận đấu ở mùa này. Tình hình tại đội bóng xứ Thanh 1/3 chặng đường cuối quá rối ren, các cầu thủ thi đấu không tốt và anh cũng mang đến sự đau đầu cho huấn luyện viên khi anh chính là nguyên nhân khiến Thanh Hóa đã thảm bại 0–3 trước Quảng Nam ở vòng 19 ngày 3/8, trận đấu mà anh nhận tấm thẻ đỏ. Chưa hết, tiền đạo này bị treo giò trong 2 vòng đấu kế tiếp mà Thanh Hóa sẽ phải đến làm khách trên sân Hàng Đẫy trước Hà Nội ở vòng 20 và gặp Hải Phòng trên sân nhà ở vòng 21.
Kết thúc mùa giải V-League 2019, Thanh Hóa đá trận play-off trụ hạng và trụ hạng thành công. Anh cũng không ở lại đội bóng xứ Thanh sau đó mà rời đi tìm thử thách mới.

### Hà Nội
Đầu năm 2020, Rimario ký hợp đồng với câu lạc bộ Hà Nội. Tuy nhiên, anh chưa thể thi đấu ngay cho câu lạc bộ vì dính chấn thương đầu gối khi va chạm với Bùi Hoàng Việt Anh trong một buổi tập. Bên cạnh đó, chân sút 26 tuổi cũng gặp rắc rối khi giấy phép chuyển nhượng quốc tế (ITC) của anh không được ban tư cách cầu thủ FIFA cấp phép ngoại lệ. Anh được đăng ký thi đấu giai đoạn lượt về V-League 2020.
Hà Nội là đội bóng sở hữu hàng tiền vệ mạnh bậc nhất V-League, Rimario đã không gặp nhiều khó khăn để cải thiện thành tích ghi bàn của mình. Tại V. League 1 2020, chân sút người Jamaica đã ghi 12 bàn chỉ sau 17 trận. Con số này lẽ ra đã phải tốt hơn nếu như Rimario tận dụng triệt để hơn những cơ hội ngon ăn mà anh sở hữu được. Tiền đạo người Jamaica đã có một mùa giải tuyệt vời tại Hà Nội. Anh vô địch Cúp Quốc gia, giành Á quân V. League 1 2020 và là một trong hai cây săn bàn hàng đầu của giải đấu, bên cạnh Pedro Paulo (Sài Gòn).
Tuy nhiên, tiền đạo sinh năm 1994 đã chia tay đội bóng Thủ đô vào cuối mùa.

### Topenland Bình Định
Anh gia nhập tân binh của V-League 2021, câu lạc bộ Topenland Bình Định sau khi chia tay Hà Nội. Tại đội bóng mới, Rimario đã tái ngộ huấn luyện viên Nguyễn Đức Thắng và tiếp tục trở thành mũi nhọn trong sơ đồ chiến thuật của đội bóng đất võ. Tuy vậy, anh thi đấu chưa được tốt khi chỉ có được 3 bàn thắng sau 11 trận, cùng với đó là sự bùng phát dịch Covid-19 khiến giải đấu phải hủy giữa chừng.

### Hải Phòng
Anh chuyển đến câu lạc bộ Hải Phòng vào cuối năm 2021.
Tại đây, anh tái ngộ với huấn luyện viên Chu Đình Nghiêm và tiền vệ Moses Oloya (đồng đội cũ tại Hà Nội), cùng sát cánh trên hàng công với Joseph Mpande. Trong cách chơi mà huấn luyện viên Chu Đình Nghiêm xây dựng ở đội bóng đất cảng, Rimario Gordon là nỗi khiếp sợ đối với các đội bóng. Anh vừa là mũi nhọn, đích đến trong các đường lên bóng phản công, vừa đủ sự tinh tế để kiến thiết lối chơi hoặc tạo cơ hội cho đồng đội tỏa sáng. Phong độ ấn tượng của của tiền đạo Jamaica đã giúp Hải Phòng bay cao ở mùa giải năm nay.
Kết thúc V. League 1 2022, anh trở thành vua phá lưới với 17 bàn thắng, hơn người xếp thứ hai trong danh sách là Phạm Tuấn Hải (Hà Nội) đến 7 bàn, đồng thời cùng Hải Phòng giành vị trí Á quân, xếp sau đội bóng thủ đô. Đây là mùa giải mà Rimario ghi được nhiều bàn thắng nhất tại V-League kể từ khi chuyển tới vào năm 2018.
Tuy nhiên, anh một lần nữa thay đổi đội bóng chỉ sau một mùa giải. Tối 17/11, trên trang cá nhân, Rimario xác nhận anh không tiếp tục gắn bó với đội chủ sân Lạch Tray. Chân sút người Jamaica cho biết anh không đạt được thỏa thuận gia hạn hợp đồng với đội bóng đất Cảng nên sẽ ra đi.

### Becamex Bình Dương
Sau khi chia tay Hải Phòng, Rimario chọn Becamex Bình Dương làm bến đỗ mới. Trong trận đấu đầu tiên tại V-League 2023, anh đã gieo sầu cho đội bóng đất cảng khi ghi 2 bàn giúp Becamex Bình Dương dẫn 2–0 ngay trên sân Lạch Tray. Dù vậy đội bóng của anh bị gỡ hòa 2–2 chỉ trong vòng 6 phút từ 86 đến 90+2. Sau trận đấu, Rimario vui vẻ trò chuyện với những người đồng đội cũ, ban huấn luyện (trong đó có huấn luyện viên Chu Đình Nghiêm) và ban lãnh đạo câu lạc bộ Hải Phòng.
Đây là mùa giải không mấy ấn tượng của anh khi chỉ ghi được 7 bàn trong tổng số 18 trận thi đấu, và phải chiến đấu trụ hạng cùng đội bóng đến vòng đấu cuối cùng. Anh rời câu lạc bộ sau khi được thông báo là Becamex Bình Dương sẽ tái ký hợp đồng thành công với tiền đạo Nguyễn Tiến Linh (đội bắt buộc chọn 1 trong 2 người).

### Đông Á Thanh Hóa
Không được Becamex Bình Dương trọng dụng, Rimario chính thức đầu quân tái hợp với đội bóng cũ Đông Á Thanh Hóa từ ngày 19/09/2023. Tại đây, anh mặc áo số 11 và được kì vọng sẽ tỏa sáng trở lại như khoảng thời gian 2018-2019.
Khởi đầu mùa giải 2023-24 bằng chiếc Siêu cúp Quốc gia 2023, anh đóng góp 2 bàn thắng và 1 kiến tạo. Anh là cầu thủ xuất sắc nhất trận đấu.
Ở vòng 1 gặp Hồng Lĩnh Hà Tĩnh, anh tiếp tục thể hiện phong độ ấn tượng khi có cho mình 1 bàn thắng và 1 kiến tạo. Kết thúc mùa giải, anh có được 13 bàn sau 27 trận đấu trên mọi đấu trường. Anh đạt 2 danh hiệu Siêu cúp Quốc gia và cúp Quốc gia cùng đội bóng.

## Thống kê sự nghiệp
Tính đến ngày 27 tháng 10 năm 2023
| Câu lạc bộ          | Mùa giải       | Giải đấu       | Giải đấu | Giải đấu | Cúp Quốc gia | Cúp Quốc gia | Khác | Khác | Tổng cộng | Tổng cộng |
| Câu lạc bộ          | Mùa giải       | Hạng           | Trận     | Bàn      | Trận         | Bàn          | Trận | Bàn  | Trận      | Bàn       |
| ------------------- | -------------- | -------------- | -------- | -------- | ------------ | ------------ | ---- | ---- | --------- | --------- |
| Hoàng Anh Gia Lai   | 2018           | V League 1     | 13       | 0        | 3            | 2            | —    | —    | 16        | 2         |
| Thanh Hóa           | 2018           | V League 1     | 8        | 8        | 3            | 2            | —    | —    | 11        | 10        |
| Thanh Hóa           | 2019           | V League 1     | 20       | 8        | 1            | 0            | —    | —    | 21        | 8         |
| Thanh Hóa           | Tổng cộng      | Tổng cộng      | 28       | 16       | 4            | 2            | 0    | 0    | 32        | 18        |
| Hà Nội              | 2020           | V League 1     | 17       | 12       | 2            | 0            | —    | —    | 19        | 12        |
| Topenland Bình Định | 2021           | V League 1     | 11       | 3        | —            | —            | —    | —    | 11        | 3         |
| Hải Phòng           | 2022           | V League 1     | 22       | 17       | 1            | 0            | —    | —    | 23        | 17        |
| Becamex Bình Dương  | 2023           | V League 1     | 17       | 7        | 1            | 0            | 0    | 0    | 18        | 7         |
| Đông Á Thanh Hóa    | 2023–24        | V League 1     | 25       | 10       | 1            | 1            | 1    | 2    | 27        | 13        |
| Tổng sự nghiệp      | Tổng sự nghiệp | Tổng sự nghiệp | 133      | 65       | 12           | 5            | 1    | 2    | 146       | 72        |

## Danh hiệu

### Thanh Hóa
- V-League:  2018
- Cúp Quốc Gia:   2018
  -  Vô địch (1): 2023–24
  -  Á quân (1): 2018
- Siêu Cúp Quốc Gia: 
  -  Vô địch (1): 2023
  -  Á quân (1): 2024

### Hà Nội
- V-League:  2020
- Cúp Quốc Gia: 2020

### Hải Phòng
- V-League: 2022

### Cá nhân
- Vua phá lưới V-League (không chính thức): 2020[4]
- Vua phá lưới V-League (chính thức): 2022
- Cầu thủ nước ngoài xuất sắc: 2022